# Ponta do Ouro

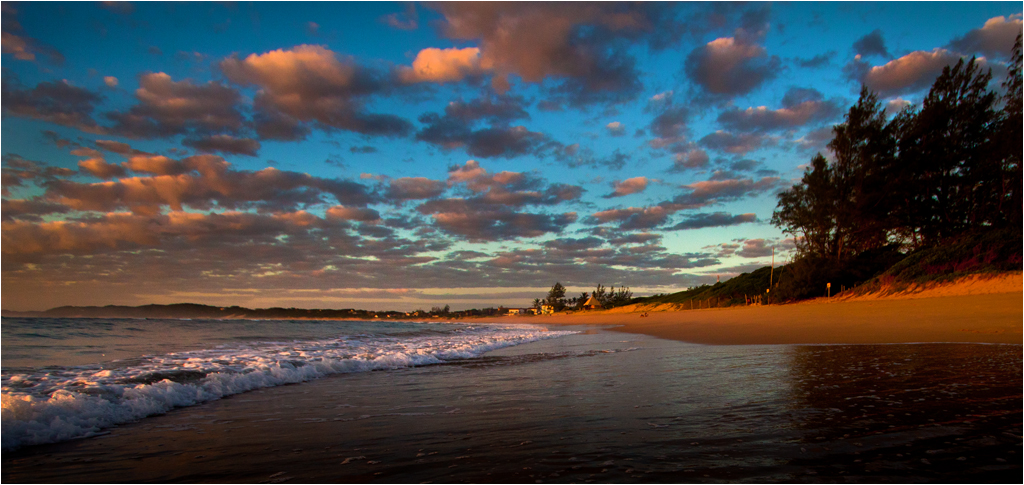
Ponta do Ouro

Ponta do Ouro é uma praia localizada no extremo sul de Moçambique - fazendo fronteira com a província sul-africana do KwaZulu-Natal. Por esta razão, a praia é muito procurada por turistas daquele país e levou à construção de uma vila com muita vida, principalmente no verão. A povoação, que também é conhecida como Ponta d'Ouro ou simplesmente Ponta, é administrativamente uma localidade  que pertence à província de Maputo, distrito de Matutuíne e posto administrativo do Zitundo.
A praia é um arco com cerca de sete km limitados por costões rochosos nas extremidades, por uma barra de areia ao largo e por dunas baixas do lado da costa. Por estas razões a praia é muito protegida e própria para desportos náuticos.